# باقرقره شکم‌بلوطی
باقرقره شکم‌بلوطی (کوکر شکم‌بلوطی) (نام علمی: Pterocles exustus) پرنده‌ای از راستهٔ باقرقره‌سانان و تیرهٔ باقرقرگان است.

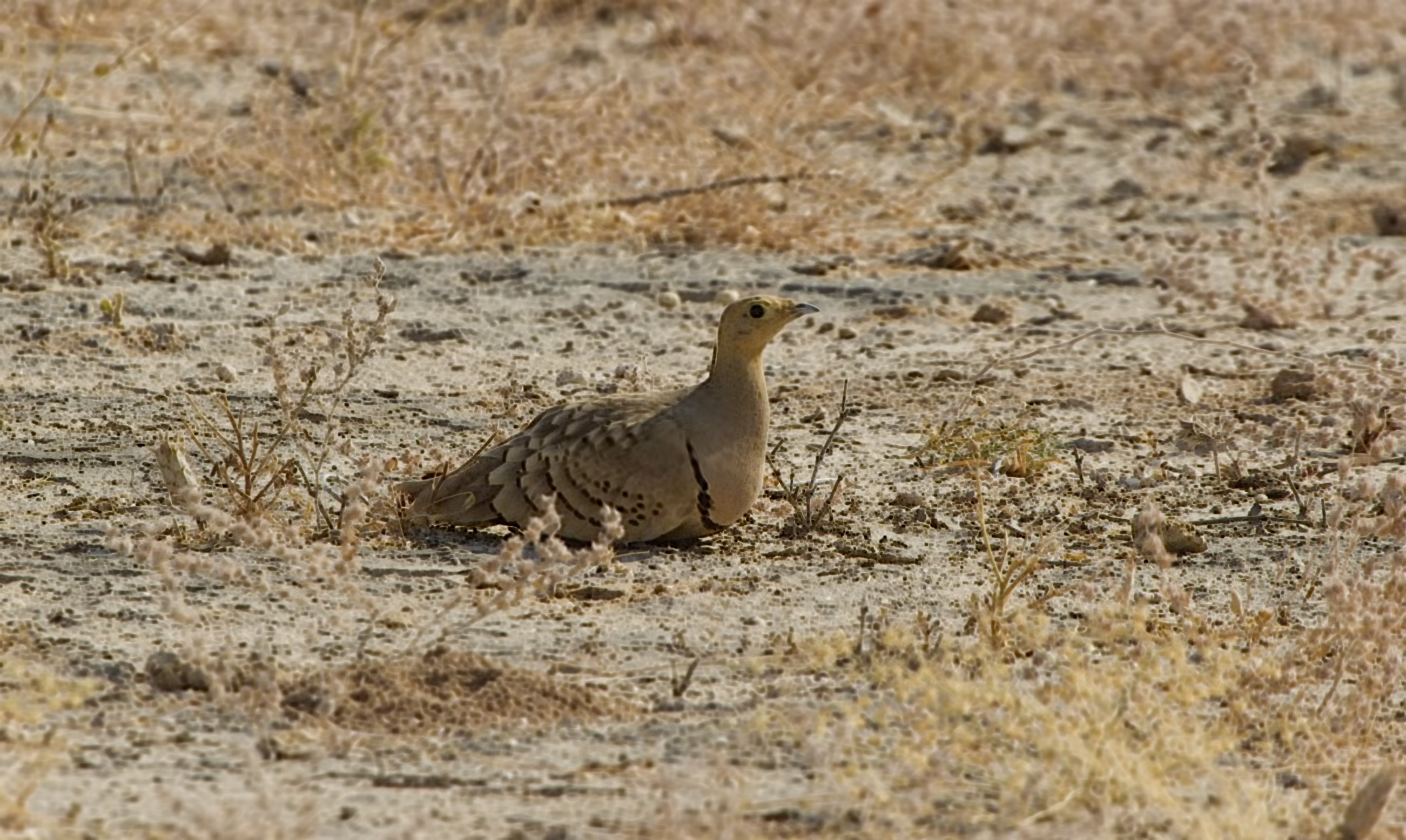
باقرقره شکم‌بلوطی نر